# Charles H. Page
Charles Harrison Page, född 19 juli 1843 i Glocester i Rhode Island, död 21 juli 1912 i Providence i Rhode Island, var en amerikansk politiker (demokrat). Han var ledamot av USA:s representanthus från februari till mars 1887, från mars 1891 till mars 1893 och från april 1893 till mars 1895.
Page är begravd på Swan Point Cemetery i Providence.